# Jüdischer Friedhof Offenbach-Bürgel

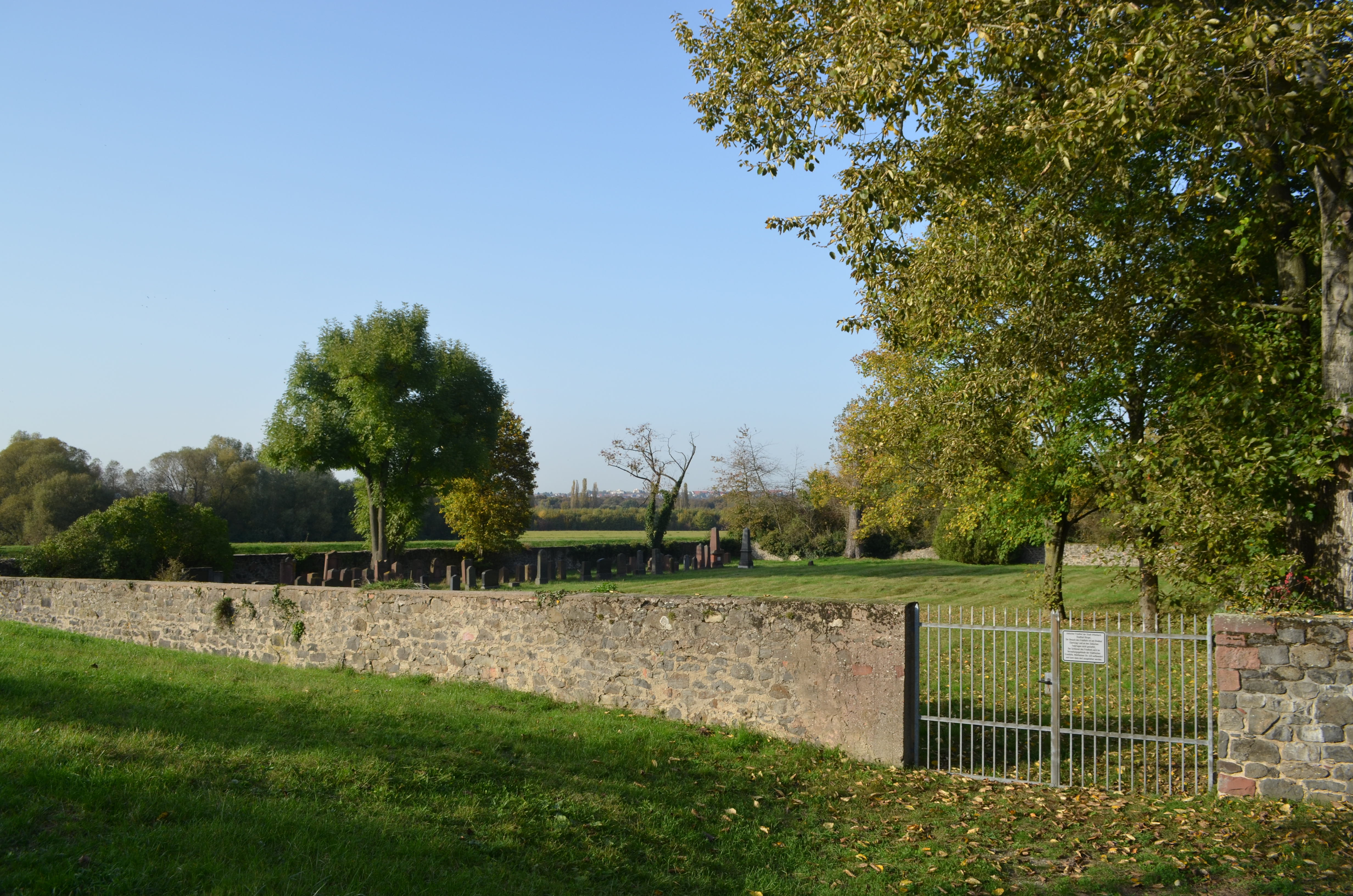
Eingang

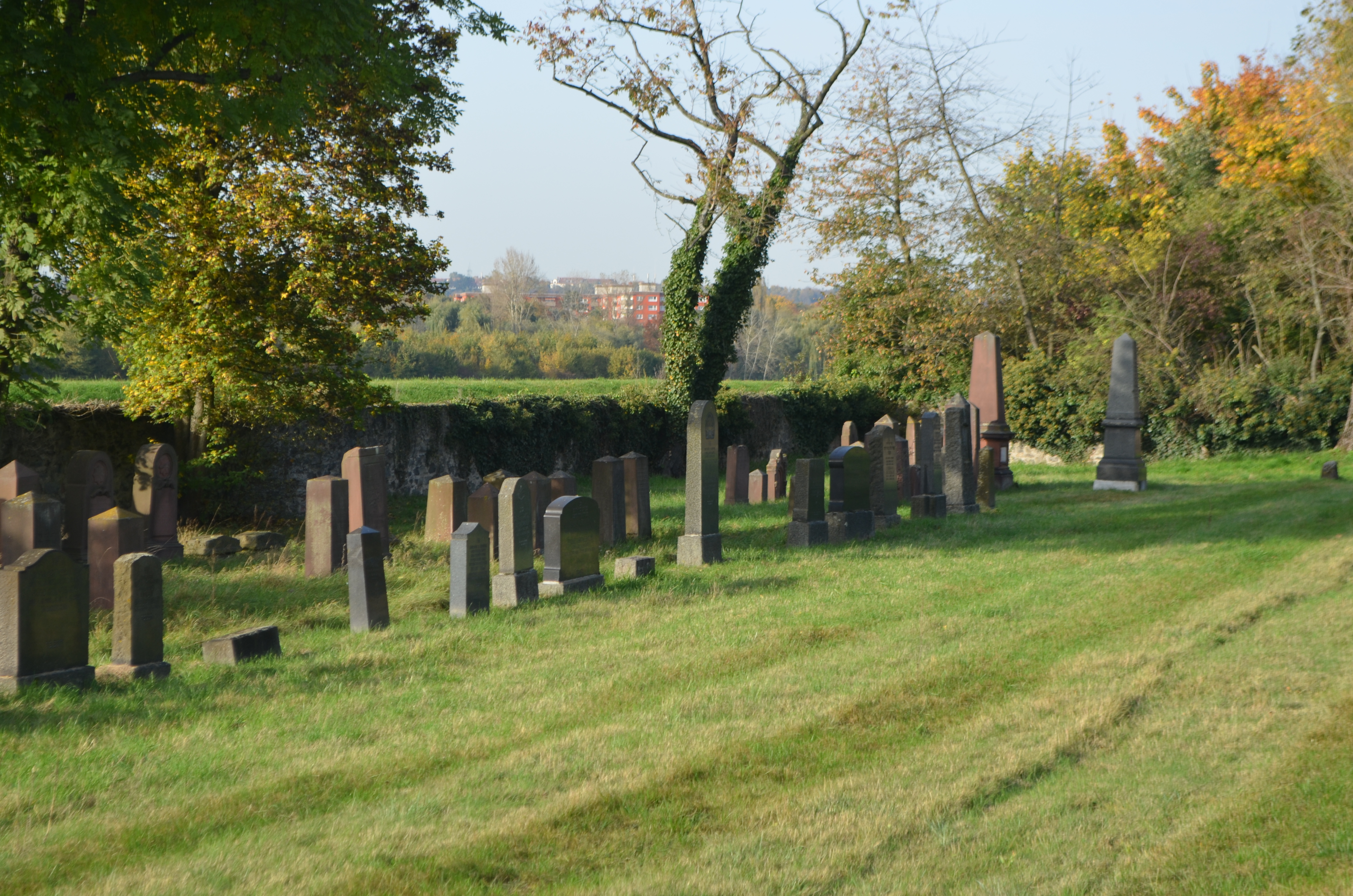
Grabsteine

Der jüdische Friedhof Bürgel ist ein nicht mehr genutzter Jüdischer Friedhof im Offenbacher Stadtteil Bürgel. Er ist der älteste jüdische Friedhof Offenbachs. Der Friedhof liegt etwa 1,5 km nordöstlich des Zentrums von Bürgel, in unmittelbarer Nähe des Schultheis-Weihers.

## Lage und Zugang
Der Friedhof liegt am Ende des Mittelwegs, etwa 1,5 km nordöstlich des Stadtteilzentrums von Bürgel, außerhalb des ehemaligen Dorfes. Er befindet sich direkt neben dem heutigen Naturschutzgebiet und Badesee Schultheis-Weiher. Der Friedhof ist von einer niedrigen Mauer umgeben und mit einem Tor verschlossen. Der Schlüssel ist bei der Verwaltung der Offenbacher Friedhöfe hinterlegt.

## Geschichte
Ursprünglich bestand für die seit 1603 nachweisbare jüdische Gemeinde Bürgel östlich des heute erhaltenen Friedhofs ein offenes Begräbnisfeld. Das Gelände des Friedhofs wurde durch Zukäufe durch die jüdische Gemeinde im Jahr 1821 auf die aktuelle Fläche erweitert, konnte jedoch erst 1842 ummauert werden. Bis zur Auslöschung der jüdischen Gemeinde in Bürgel im Rahmen des Holocaust wurden etwa 130 Personen auf dem Friedhof beerdigt. Die letzte Bestattung fand 1939 statt.
Im Jahr 1992 wurde der Friedhof durch Vandalismus beschädigt. Die unbekannten Täter rissen 15 Grabsteine von ihren Sockeln und zerstörten sie teilweise.